# التمارة (مناخة)

تعديل مصدري - تعديل

التمارة هي إحدى قرى عزلة بني جربن بمديرية مناخة التابعة لمحافظة صنعاء، بلغ تعداد سكانها 106 نسمة حسب تعداد اليمن لعام 2004.